# 婚禮小物
婚禮小物是新郎、新娘買來送給賓客的小禮物，亦可稱作回禮小禮物。婚禮上送回禮小禮物是對參加婚禮的賓客一種感恩與感謝之意。剛開始只是將喜糖採用小包裝盒或紗袋裝起來製作浪漫的感覺，後來發展至各種精品、小擺設如磁鐵、名片夾、乾花香包等，亦有以小零食作為回禮小禮物 （页面存档备份，存于）的如蝴蝶酥、蜜糖、茶包等。有些會在上面印上新人的名字、結婚日期等。
婚禮小物可以再細分為 「迎賓/位上禮/桌上禮」「二次進場/活動禮」「送客喜糖」與「閨蜜/探房謝禮」
食品、用品都可以用來做為婚禮小物，而天然手作的法式軟糖則是婚禮的必備小物之一，不論是上菜前的位上禮、活動、二進禮或送客喜糖，都可以用上法式軟糖，傳統又時尚，更符合現代新人的健康需求。

## 婚禮小物起源
婚禮小物起源於中古時期歐洲的婚禮喜糖，經過美國、日本，到台灣已經成為婚禮最具創意的婚禮環節。
喜糖在16世紀時期的法國和義大利開始流行，在宮廷婚宴時，贈送一顆顆包裝精緻的喜糖給親友，表達不遠千里的感謝。
喜糖或回禮小禮物代表新人給予回饋的祝賀心意，祈禱和祝福能為他們帶來好運，讓重視的親友們能感受到這份長久的祝福。
『法國』的『AMOUR』，在浪漫的法國貴族婚宴中，贈送賓客五顆代表浪漫戀愛的手工法式水果軟糖（Pâte de fruits）。
『義大利』的『ALMOND』，在義大利貴族婚宴中分送賓客五顆手工巧克力，
5個代表：「順利生育、帶來健康、獲得財富、祈禱快樂、但願長壽。」
後來這項習俗輾轉的傳到歐洲其它國家，而這五顆糖果又被分別賦予不同的涵義：順利生育、祝福戀愛、獲得幸福、永遠忠誠、祈禱繁榮等。
在台灣用 仙人掌果代表長壽、「愛情」的百香果、「得子」的覆盆子、「幸運Lucky」的荔枝、「財富大吉」的金桔、「平安」的蘋果、「快樂幸福」的芭樂
來自於中世紀歐洲有四百多年的浪漫傳統典故，流傳至今已遍佈於世界各地的每各個角落，雖然不再僅以分送五顆巧克力或法式軟糖，但是可以發現只要哪裡正舉行著婚禮就能看見喜糖的蹤影。因為喜糖獨具的意義，依然是新人給予親友們回饋與祝福最美麗的象徵。

## 婚禮小物DIY
近年來，興起婚禮小物DIY熱潮，結婚新人透過親自包裝或組合而成的回禮小禮物，為自己點綴屬於自我的婚禮，也更增添婚禮小物送客的心意，藉由婚禮小物DIY的過程也讓婚禮的籌辦更增加家族或情侶互動的樂趣。